# Rubus keleterios
Rubus keleterios är en rosväxtart som beskrevs av Van Royen. Rubus keleterios ingår i släktet rubusar, och familjen rosväxter. Inga underarter finns listade i Catalogue of Life.